# هارتلي سوير
هارتلي سوير (بالإنجليزية: Hartley Sawyer)‏ هو كاتب سيناريو وكاتب ومذيع وممثل أمريكي، ولد في 25 يناير 1985 بغوشين في الولايات المتحدة.

## أعمال

### مسلسلات
- البرق

## وصلات خارجية
- هارتلي سوير على موقع IMDb (الإنجليزية)
- هارتلي سوير على موقع روتن توميتوز (الإنجليزية)
- هارتلي سوير على موقع قاعدة بيانات الفيلم (الإنجليزية)